# Président de la Communauté caribéenne
Le président de la Communauté caribéenne représente la plus haute autorité du pouvoir exécutif de la Communauté caribéenne (CARICOM). En place pour un mandat de six mois, le président préside les conférences réunissant les différents chefs d'État et de gouvernement des pays membres de la CARICOM. 
La présidence de la Communauté est exercée à tour de rôle par le président ou le Premier ministre de chaque État membre. Son rôle est essentiellement symbolique et honorifique, les affaires courantes de la CARICOM étant assurées par le secrétaire général (chef de facto de l'exécutif, élu pour cinq ans par les représentants de chaque État membre) et son cabinet.
Depuis le 1er juillet 2025, le président de la Communauté caribéenne est Andrew Holness, Premier ministre de la Jamaïque.

## Liste des présidents
| Président | Président              | Président                       | Début            | Fin              |
| --------- | ---------------------- | ------------------------------- | ---------------- | ---------------- |
|           | Roosevelt Skerrit      | Dominique                       | 1er janvier 2010 | 30 juin 2010     |
|           | Bruce Golding          | Jamaïque                        | 1er juillet 2010 | 31 décembre 2010 |
|           | Tillman Thomas         | Grenade                         | 1er janvier 2011 | 30 juin 2011     |
|           | Denzil Douglas         | Saint-Christophe-et-Niévès      | 1er juillet 2011 | 31 décembre 2011 |
|           | Desi Bouterse          | Suriname                        | 1er janvier 2012 | 30 juin 2012     |
|           | Kenny Anthony          | Sainte-Lucie                    | 1er juillet 2012 | 31 décembre 2012 |
|           | Michel Martelly        | Haïti                           | 1er janvier 2013 | 30 juin 2013     |
|           | Kamla Persad-Bissessar | Trinité-et-Tobago               | 1er juillet 2013 | 31 décembre 2013 |
|           | Ralph Gonsalves        | Saint-Vincent-et-les-Grenadines | 1er janvier 2014 | 30 juin 2014     |
|           | Gaston Browne          | Antigua-et-Barbuda              | 1er juillet 2014 | 31 décembre 2014 |
|           | Perry Christie         | Bahamas                         | 1er janvier 2015 | 30 juin 2015     |
|           | Freundel Stuart        | Barbade                         | 1er juillet 2015 | 31 décembre 2015 |
|           | Dean Barrow            | Belize                          | 1er janvier 2016 | 30 juin 2016     |
|           | Roosevelt Skerrit      | Dominique                       | 1er juillet 2016 | 31 décembre 2016 |
|           | Keith Mitchell         | Grenade                         | 1er janvier 2017 | 30 juin 2017     |
|           | David Granger          | Guyana                          | 1er juillet 2017 | 31 décembre 2017 |
|           | Jovenel Moïse          | Haïti                           | 1er janvier 2018 | 30 juin 2018     |
|           | Andrew Holness         | Jamaïque                        | 1er juillet 2018 | 31 décembre 2018 |
|           | Timothy Harris         | Saint-Christophe-et-Niévès      | 1er janvier 2019 | 30 juin 2019     |
|           | Allen Chastanet        | Sainte-Lucie                    | 1er juillet 2019 | 31 décembre 2019 |
|           | Mia Mottley            | Barbade                         | 1er janvier 2020 | 30 juin 2020     |
|           | Ralph Gonsalves        | Saint-Vincent-et-les-Grenadines | 1er juillet 2020 | 31 décembre 2020 |
|           | Keith Rowley           | Trinité-et-Tobago               | 1er janvier 2021 | 30 juin 2021     |
|           | Gaston Browne          | Antigua-et-Barbuda              | 1er juillet 2021 | 31 décembre 2021 |
|           | Johnny Briceño         | Belize                          | 1er janvier 2022 | 30 juin 2022     |
|           | Chan Santokhi          | Suriname                        | 1er juillet 2022 | 31 décembre 2022 |
|           | Philip Davis           | Bahamas                         | 1er janvier 2023 | 30 juin 2023     |
|           | Roosevelt Skerrit      | Dominque                        | 1er juillet 2023 | 31 décembre 2023 |
|           | Irfaan Ali             | Guyana                          | 1er janvier 2024 | 30 juin 2024     |
|           | Dickon Mitchell        | Grenade                         | 1er juillet 2024 | 31 décembre 2024 |
|           | Mia Mottley            | Barbade                         | 1er janvier 2025 | 30 juin 2025     |
|           | Andrew Holness         | Jamaïque                        | 1er juillet 2025 | En cours         |